# Freedom Fighters
Freedom Fighters é um jogo eletrônico de tiro em terceira pessoa produzido pela IO Interactive. Foi publicado em 2003 pela Electronic Arts para PlayStation 2, Xbox, Microsoft Windows e Nintendo GameCube.

## Enredo
Tudo começa quando a antiga União Soviética ataca o coração dos EUA, Nova York é sitiada por tropas soviéticas, Chris e seu irmão, Troy são encanadores. Eles fariam um serviço na residência de uma mulher chamada Isabella, Líder do grupo de rebeldes que lutam pela liberdade, chamados de Freedom Fighters. As tropas Soviéticas invadem as ruas e ocupam a força, oprimindo a população e criando uma guerra. Troy é sequestrado pelas forças soviéticas enquanto eles faziam o reparo no encanamento de Isabella. Durante o sequestro do irmão de Chris as ruas de Nova York estão sendo invadidas pelo Exército Vermelho, Chris encontra dois integrantes dos rebeldes e se incorpora ao grupo, na esperança de salvar o irmão, Chris se torna um Freedom Fighter (lutador pela liberdade).

## Jogabilidade
As missões tem objetivos secundários que interferem em outras missões, seu carisma entre os rebeldes aumenta quando você conclui alguma missão. Você pode recrutar rebeldes para te ajudar durante as missões.  Para cada nível de carisma obtido você poderá recrutar um rebelde para te ajudar em suas missões. Você pode comandar suas tropas mandando-as defender ou atacar um local, além do comando seguir para que elas não se afastem de você.

## Recepção do Público

### Recepção
Apesar de bem avaliado, não obteve um grande sucesso, consequentemente não popularizando seu nome. O game possui notas positivas no site Metacritic, variando entre 80 no PC e 83 no PlayStation 2.

## Sequência
Em 6 de abril de 2004, a Eidos UK revelou planos para uma sequência. A Eidos anunciou que distribuiria a sequência no final de 2005. No entanto, a IO Interactive anunciou o desenvolvimento de um novo jogo, Kane & Lynch: Dead Men, deixando o futuro de uma sequência de Freedom Fighters em dúvida.
Em 2010, quando perguntado sobre uma possível sequência, o diretor de Kane & Lynch 2: Dog Days, Karsten Lund, se recusou a comentar. Em 2011, a conta oficial do IO Interactive no Twitter twittou que o Freedom Fighters 2 é "definitivamente algo que muitos de nós estamos interessados em fazer". Em 2017, a IO Interactive se separou da Square Enix e levou consigo os direitos de Freedom Fighters, já que foi publicado antes da compra da Eidos.